# Autovía A-38
La A-38 es una autovía que surge tras la duplicación de la carretera N-332 que discurre entre Valencia y Gandía por la costa este, cerca del mar Mediterráneo. Su inauguración data de julio de 2008 en Sueca, Valencia, y próximamente se prolongará y desdoblará la variante de Gandía, creando un enlace con la AP-7 en la parte oeste de la ciudad, en la que finalizará. El trazado de esta variante ha sido sometido a Información Pública para la duplicación de la N-332. 
El 31 de diciembre de 2019, se liberó el peaje del tramo Valencia-Alicante, que permite en el futuro de la integración de la autovía A-38 en la AP-7 en algunos tramos.
El 28 de mayo de 2020, el Ministerio de Transportes, Movilidad y Agenda Urbana, tramitó los nuevos estudios de tráfico y necesidades de actuación de la AP-7 libre de peaje, de allí estudiarán a construirse nuevos enlaces para evitar la duplicación de la carretera N-332. Estos estudios afectarán a la AP-7 libre de peaje entre Favareta y Jeresa.

## Tramos
| Denominación | Tramo                                                                                    | Kilómetros | Año servicio / Estado (2025)                                                   |
| ------------ | ---------------------------------------------------------------------------------------- | ---------- | ------------------------------------------------------------------------------ |
| A-38         | Sollana (Enlace con AP-7 dirección Valencia) - Sueca Oeste                               | 8,2        | 2011                                                                           |
| A-38         | Variante de Sueca Tramo: Sueca Oeste - Cullera Norte                                     | 6,7        | 2008                                                                           |
| A-38         | Variante de Cullera Tramo: Cullera Norte - Favareta (Enlace con AP-7 dirección Alicante) | 8,6        | 2020                                                                           |
|              | Favareta - Jeresa                                                                        | 13         | Pendiente nuevo estudio informativo (reconversión para integrarse en la AP-7 ) |
| A-38         | Jeresa (Enlace con AP-7 dirección Valencia) - Gandía Norte                               | 2,8        | 2011                                                                           |
|              | Gandía Norte - Gandía Oeste (Enlace con AP-7 dirección Alicante)                         | 4,1        | Pendiente nuevo estudio informativo                                            |

NOTA: El tramo Variante de Cullera (Cullera Norte - Favareta (Enlace con AP-7 dirección Alicante)), no está enlazado con la AP-7, por lo tanto, está pendiente de estudio informativo para construirse el nuevo enlace de conexión A-38 — N-332.

## Salidas
| Número de Salida | Nombre de Salida               | Carretera que enlaza |
| ---------------- | ------------------------------ | -------------------- |
|                  | Valencia                       | AP-7                 |
| 2                | Sollana                        |                      |
| 9-10             | Sueca (norte) Algemesí         | CV-515               |
| 12               | Sueca (centro) Corbera-Llaurí  | CV-509               |
| 15               | Cullera (norte)                |                      |
| 18               | Cullera (sur)                  | N-332                |
| 21               | Favara                         | N-332                |
|                  | Alicante continúa por N-332    | N-332                |
|                  | Tramo Favara-Jeresa en estudio |                      |
|                  | Alicante continúa por A-38     |                      |
| 36               | Jeresa Valencia-Alicante       | E-15 AP-7            |
| 38               | Gandía (norte)                 |                      |
|                  | Alicante continúa por N-332    | N-332                |
|                  | Tramo Gandía— AP-7 en estudio  |                      |